# Mamoudou Karamoko
Mamoudou Karamoko (* 8. September 1999 in Paris) ist ein französischer Fußballspieler, der auch die ivorische Staatsbürgerschaft hält. Der Stürmer steht seit Januar 2022 beim FC Kopenhagen unter Vertrag, wurde jedoch nach Ungarn verliehen.

## Karriere
Karamoko wurde in der Jugend beim Paris FC sowie bei Racing Straßburg ausgebildet. Mit 18 Jahren rückte er in die U23 des Vereins auf und lief darüber hinaus für die erste Mannschaft zweimal im französischen Pokal auf. Im Sommer 2019 lief sein Arbeitspapier in Straßburg aus, der Klub unterbreitete ihm jedoch kein Angebot zur Verlängerung. Anschließend absolvierte der Franzose Probetrainingseinheiten für den deutschen Regionalligisten Sportfreunde Lotte sowie für den Bundesligisten VfL Wolfsburg. Schließlich wechselte Karamoko nach Wolfsburg und erhielt einen Zweijahresvertrag. 
Ab dem vierten Spieltag war der Stürmer Stammspieler in der zweiten Mannschaft und konnte zehn Treffer sowie eine Torvorlage beisteuern. Am 23. Spieltag der Bundesligasaison 2019/20 kam der kurzfristig in den Spieltagskader berufene Karamoko dann unter Cheftrainer Oliver Glasner beim 4:0-Heimsieg gegen Mainz 05 in der Schlussphase für Josip Brekalo aufs Feld. Dies blieb sein einziger Einsatz für die Profis des VfL. Zudem absolvierte der Franzose bis zum Abbruch der Regionalligasaison 20 Einsätze für die Zweitmannschaft und erzielte dabei zwölf Tore.
Zur Saison 2020/21 wechselte er zum österreichischen Bundesligisten LASK, bei dem er einen bis Juni 2024 laufenden Vertrag erhielt. Zudem wurde er beim LASK auch für das zweitklassige Farmteam FC Juniors OÖ gemeldet. Seine erste Saison bei den Oberösterreichern war geprägt von Verletzungen, so litt er bei seiner Ankunft an einer Schambeinentzündung, im Dezember 2020 erlitt er einen Muskelfaserriss, der für ihn das Ende der Saison bedeutete. Bis zu diesem Zeitpunkt hatte der Franzose drei Pflichtspiele für den LASK und sechs für die Juniors absolviert. Nach seiner Genesung in der Sommerpause kam er in der Saison 2021/22 regelmäßig für den LASK zum Einsatz, bis zur Winterpause absolvierte der Stürmer 14 Partien in der Bundesliga, in denen er vier Tore erzielte.
Im Januar 2022 wechselte Karamoko nach Dänemark zum FC Kopenhagen, bei dem er einen bis Juni 2026 laufenden Vertrag erhielt. Für die Saison 2023/24 wechselte er per Leihe nach Ungarn zum Fehérvár FC.

## Erfolge
FC Kopenhagen
- Dänischer Meister: 2022